# Technische fractie van onafhankelijke leden – Gemengde fractie
De Technische fractie van onafhankelijke leden – Gemengde fractie (TDI) was een fractie in het Europees Parlement. 

## Geschiedenis
De Technische fractie van onafhankelijke leden – Gemengde fractie werd na de verkiezingen voor het Europees Parlement in 1999 op 20 juli 1999 opgericht door leden van het Europees Parlement van de Belgische partij Vlaams Blok, de Franse partij Front National, de Italiaanse partij Lega Nord, de Italiaanse partij Sociale Beweging - Driekleurige Vlam en de Italiaanse lijst-Bonino.
De andere fracties in het Europees Parlement waren van mening dat de instelling van de fractie in strijd was met de procedurele regels van het parlement. Zij richtten een verzoek tot de Commissie voor Constitutionele Zaken van het parlement hierover een uitspraak te doen. Deze Commissie oordeelde op 13 september 1999 dat de instelling van de fractie in strijd was met artikel 29 van het reglement van het Europees Parlement.
Als gevolg van deze uitspraak werd de fractie op 14 september 1999 ontbonden. 
Tegen deze uitspraak werd beroep ingesteld bij het Gerecht van Eerste Aanleg. Op 25 november 1999 oordeelde het Gerecht in kort geding dat hangende de afhandeling van het beroep het besluit tot ontbinding van de fractie opgeschort diende te worden. Als gevolg van deze beschikking werd de fractie opnieuw ingesteld op 1 december 1999.
Nadat het Gerecht van Eerste Aanleg op 2 oktober 2001 het beroep verworpen had om het besluit van het Europees Parlement van 14 september 1999 nietig te verklaren, werd de fractie op 5 oktober 2001 definitief ontbonden. Het arrest van het Gerecht van Eerste Aanleg werd op 29 juni 2004 in hoger beroep bevestigd door het Europese Hof van Justitie.

## Leden
| Land      | Nationale partij                     | Zetels |
| Land      | Nationale partij                     | 1999   |
| --------- | ------------------------------------ | ------ |
| België    | Vlaams Blok                          | 2      |
| Frankrijk | Front National                       | 5      |
| Italië    | Lijst-Bonino                         | 7      |
| Italië    | Lega Nord                            | 3      |
| Italië    | Sociale Beweging - Driekleurige Vlam | 1      |
| totaal    | totaal                               | 18     |